# Aglaia ramotricha
Aglaia ramotricha là một loài thực vật]] thuộc họ Meliaceae. Loài này có ở Brunei, Indonesia, và Malaysia.